# Prasinohaema virens
Prasinohaema virens är en ödleart som beskrevs av  Peters 1881. Prasinohaema virens ingår i släktet Prasinohaema och familjen skinkar. Inga underarter finns listade i Catalogue of Life.